# Avarohana
Onder avarohana wordt in de Hindoestaanse muziek de dalende toonladder verstaan, die een vereenvoudiging is van de melodische structuur van een raga.